# لينارت بوهمان
لينارت بوهمان (27 مايو 1909 – 11 أكتوبر 1979) هو ملاكم سويدي راحل، مثّل بلاده في الألعاب الأولمبية الصيفية 1928.

## روابط خارجية
لينارت بوهمان على موقع أوليمبيديا (الإنجليزية)
- لينارت بوهمان على موقع اللجنة الأولمبية السويدية (السويدية)